# 홍삼트리오
홍삼트리오는 대한민국의 3인조 음악 그룹이다. 1979년 노래 '기도'로 데뷔했다.

## 방송
- MBC 강변가요제 (1979) - 금상
- 강변가요제 레전드 (2021)

## 음반
- 제1회 Mbc Fm 강변축제 (1979)
- 홍삼트리오 / 흰돌 검은돌 / 이정황 [omnibus] (1980)
- 내사랑 (1981)
- 홍바람부는 대로 / 서글픈 마음 (1982)
- 아!대한민국 [omnibus] (1983)
- 드림포크송2000Vol.2 (2000)